# John Barry (Filmkomponist)

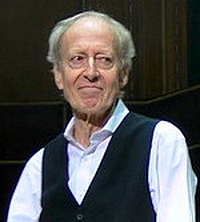
John Barry (2006)

John Barry OBE (* 3. November 1933 in York, England als John Barry Prendergast; selten benutztes Pseudonym Michael Angelo; † 30. Januar 2011 in Glen Cove, NY, USA) war einer der erfolgreichsten Filmkomponisten und Arrangeure des 20. Jahrhunderts und Träger zahlreicher Filmpreise, darunter fünf Oscars (zwei für Frei geboren – Königin der Wildnis, je einen für Der Löwe im Winter, Jenseits von Afrika und Der mit dem Wolf tanzt). Besondere Popularität erlangten seine Kompositionen für die James-Bond-Filmreihe.

## Leben

### Die frühen Jahre
Barry war Schüler der Bar Convent Catholic Junior School im Zentrum Yorks. Die dort herrschende Disziplin und Ordnung waren ihm rasch verhasst und blieben zugleich ein Leben lang prägend. Einschneidende Erlebnisse bildeten die Bombenangriffe der deutschen Luftwaffe im Zweiten Weltkrieg, als er Tod und Zerstörung hautnah miterleben musste.
Als Elfjähriger trat Barry in eine höhere, von Protestanten geführte Privatschule über (St. Peter’s public school in York). Dort nahm er Klavierunterricht. Seine musikalische Neigung entdeckte er schon früher, und der Wunsch, Musiker zu werden, wuchs mit den Jahren. Da sein Vater eine Kinokette betrieb, war es für den Jungen selbstverständlich, sich die gerade laufenden Filme immer wieder anzusehen. Auch später wertete Barry diese Erfahrung, Filme vor zahlendem Publikum zu sehen, als eigentlich die beste Schulung eines Filmkomponisten. Bei Francis Jackson, dem Master of Music der Yorker Kathedrale, genoss er als Teenager eine musikalische Ausbildung.
Nach dem Ende des Kriegs wurde Barry vom Jazz-Fieber gepackt. Sein Bruder Patrick hatte ihn mit dieser Musik bekannt gemacht. Barrys bislang klassisch geprägter Musik-Horizont erfuhr dadurch eine Erweiterung hin zur Unterhaltungsmusik.
Bei George Swift nahm er Anfang der 1950er Jahre Trompetenunterricht und begann, die ersten kleineren Stücke zu komponieren. Zu der Zeit studierte Barry auf dem Korrespondenzweg die Kompositionstechnik nach dem rigorosen Schillinger-System (siehe auch: Joseph Schillinger, sowie Weblink), das von den Arrangeuren in der Stan-Kenton-Band ebenso angewendet wurde und auf strikten mathematischen Berechnungen beruht. Barry bewunderte die Musik von Stan Kenton sehr.
Während des Wehrdienstes auf Zypern begann er aufzutreten.

### The John Barry Seven
Nach der Armee gründete Barry im Jahr 1957 die Rock-’n’-Roll- und Jazzband „The John Barry Seven“, mit der er in England sehr erfolgreich wurde. Zu den Band-Mitgliedern gehörten neben Barry Les Reed, Vic Flick, Mike Peters, Jimmy Stead, Dennis King und Doug Wright. Zunächst versuchte sich Barry als Lead-Sänger, doch wegen seiner stimmlichen Grenzen verlegte man sich rasch auf das Spielen von Instrumentalstücken. Als John Barry and The Seven entstand am 4. Oktober 1957 in den Abbey Road Studios die erste Single Zip Zip, produziert von Norman Newell, unter dem Bandnamen John Barry Seven entstand am 3. Juni, 1958 erneut mit Produzent Newell die Single Big Guitar. Auf Hitparadenerfolge musste er bis zum Jahr 1960 warten, als seine Band sich mittlerweile John Barry Seven Plus Four nannte. Diesmal mit Produzent John Burgess entstand am 14. Januar 1960 die Single Hit and Miss, die mit Rang 10 der britischen Hitparade die höchste Platzierung seiner Singles erreichte.
Nach Auftritten im Fernsehen, insbesondere in den Sendungen 6.5 Special und Oh Boy! der BBC, erfolgreichen Plattenverkäufen und dank der geschickten Hand von Barrys Managerin, Eve Taylor, gelang es ihm, ins ersehnte Filmgeschäft einzusteigen. Im Jahr 1960 erhielt er den Auftrag, die Filmmusik für den Film Beat Girl (deutsch: Heiß auf nackten Steinen) zu schreiben, der am 28. Oktober 1960 in England in die Kinos kam. Hierin spielte Rock ’n’ Roll eine große Rolle. Der Film diente zudem als Vehikel, um den Sänger Adam Faith noch bekannter zu machen.

### James Bond
Der große Durchbruch als Filmkomponist kam für Barry schließlich im Zuge der beginnenden James-Bond-Erfolgswelle, die im Jahr 1962 ihren Anfang nahm. Ab 9. Januar 1962 machte der Filmproduzent United Artists Druck, dass ein Theme-Song gefunden werden müsse, der James Bond während der geplanten Filmserie identifizierbar mache. Monty Norman sollte eine Filmmusik abliefern, komponierte in der Eile jedoch keinen neuen Song, sondern schlug seine im Sommer 1961 verfasste Komposition Bad Sign, Good Sign vor, die nie veröffentlicht worden war; sie wurde für unpassend empfunden. Alle Beteiligten schlugen Barry als Arrangeur vor. Am 9. Juni 1962 trafen sich Norman und Barry das erste Mal. Am 21. Juni 1962 war der erste Aufnahmetermin des nunmehr als James Bond Theme titulierten Songs in den Cine-Tele Sound-Studios (CTS, London) mit John Barry Seven & Orchestra, der Rest wurde am 25./26. Juni 1962 in Londons Denham Filmstudios aufgenommen. Die Single erschien im September 1962 und erreichte im November 1962 Rang 13 der britischen Charts. Im Bond-Film James Bond – 007 jagt Dr. No erschien das Thema erstmals bei der Premiere im London Palladium am 5. Oktober 1962.
Rechtlich waren die Funktionen klar: Komponist war Monty Norman, Musikproduzent war John Burgess und Arrangeur war John Barry. Barry behauptete in der Sunday Times vom 12. Oktober 1997, er sei der Komponist der Filmmusik. Norman reichte Klage wegen Verleumdung ein. Zwischen 1976 und 1999 hatte Norman Royaltys in Höhe von 485.000 £ vereinnahmt. Im März 2001 erreichte der Urheberrechtsstreit den Londoner High Court, wo die 60 Takte des Songs tiefgehend analysiert wurden. Die eröffnende Basslinie („vamp“), das folgende Gitarrenriff und die Bebop-Phrasen der Bridge im Big-Band-Stil waren von Barry arrangiert. Der Gutachter war der Auffassung, dass das Gitarrenriff der Grundgedanke des Songs sei, der Normans Bad Sign, Good Sign entstamme. Damit war der größte Teil auf Monty Norman als Komponist zurückzuführen. Am 19. März 2001 entschied das Gericht zu Gunsten von Norman, der 30.000 Pfund Schmerzensgeld wegen Verleumdung erhielt. Das Theme wurde seitdem modifiziert bis 1981 eingesetzt.
Unbestritten ist, dass Barry mit seinem Arrangement von 1962 das Bond-Thema stark veränderte und erweiterte. Das Gericht billigte Barry aber nur 10 der 60 Takte zu. Dennoch wurde danach nicht Norman, sondern John Barry verpflichtet, für die folgenden James-Bond-Filme die Musik zu komponieren. Bei Goldfinger (1964) war Barry auch für das prestigeträchtige Titellied verantwortlich, das er in Zusammenarbeit mit den Textern Anthony Newley und Leslie Bricusse verfasste. Shirley Bassey sang es und landete damit den größten Hit ihrer Karriere. Für Diamantenfieber (1971) und Moonraker (1979) holte Barry sie wieder zurück vors Mikrofon. Mit Unterbrechungen arbeitete er bis 1987 für Bond-Produktionen. Nach Der Hauch des Todes kehrte er der Serie den Rücken. Versuche, ihn zurückzuholen, blieben erfolglos. Barry sagte in Interviews, das Kapitel „James Bond“ sei für ihn abgeschlossen.
In den späten 1990er Jahren lenkte die Coverversion von On Her Majesty’s Secret Service, die von den Propellerheads auf ihrem Debütalbum Decksandrumsandrockandroll veröffentlicht wurde, nochmals die Aufmerksamkeit auf Barrys Bond-Musik.

### Übersiedlung in die USA
Mit dem Erfolg von Bond konnte Barry auch in Hollywood Fuß fassen. Mitte der 1970er Jahre siedelte er, nicht zuletzt wegen Schwierigkeiten mit dem britischen Fiskus, in die USA über. Zunächst nach Hollywood, später an die Ostküste, nach Oyster Bay auf Long Island außerhalb New Yorks, wo er bis zuletzt zusammen mit Frau und Sohn ein zunehmend zurückgezogenes Leben im Halbruhestand führte.
Die interessantesten Filmmusiken komponierte John Barry in der Zeit von 1962 bis 1974. Es mag kein Zufall sein, dass die Übersiedlung in die Vereinigten Staaten einhergeht mit einem stilistischen Wandel in Barrys Musik. Seine Musik wurde streicherlastiger und betont langsamer als früher. Die ausgefallenen Arrangements, wie man sie vorab aus seinen Arbeiten um 1964–1969 kannte, wurden seltener. Der Komponist sah sich gerade in der zweiten Hälfte seiner Karriere häufig dem Vorwurf der Einfallslosigkeit ausgesetzt.
Barry erlitt 1988 einen Speiseröhrenriss. Über die genauen Umstände herrscht Unklarheit. Sein Gesundheitszustand blieb in der Folge lange sehr ernst. Erst 1990 war er so weit genesen, dass er wieder arbeiten konnte, als Kevin Costner ihn für den Film Der mit dem Wolf tanzt holte. Die Musik brachte Barry seinen fünften und letzten Oscar ein.
In den 1990er Jahren manifestierte sich ein Mentalitätswandel in Hollywood, der für Barrys Arbeit nicht ohne Folgen bleiben sollte. Etliche seiner Filmmusiken wurden abgelehnt (s. Kapitel Gescheiterte Filmmusikprojekte). Ein Schicksal, das er mit Maurice Jarre oder Elmer Bernstein und vielen anderen teilte. Barry reagierte darauf mit teilweisem Rückzug aus dem Geschäft. Im Jahr 2003 sollte er die Musik zu The Incredibles (Die Unglaublichen) schreiben, doch wegen Meinungsverschiedenheiten verließ er das Projekt nach kurzer Zeit wieder, und Michael Giacchino rückte nach. Barrys letzte vollendete Filmmusik zu Enigma (2001) erreichte wie manche seiner Spätwerke nicht mehr die Frische und den Einfallsreichtum früherer Kompositionen.

### Halbruhestand
Im Jahr 2004 versuchte sich Barry erneut an einem Musical-Projekt, das er seit gut 40 Jahren hatte realisieren wollen. Das Stück mit dem Titel Brighton Rock basiert auf Graham Greenes gleichnamigen Roman (dt. Am Abgrund des Lebens). Zusammen mit seinem langjährigen Mitarbeiter und Liedtexter Don Black schrieb Barry das Werk fertig. Die Premiere fand im Londoner Almeida Theater im Herbst 2004 statt. Doch Brighton Rock floppte. Die Kritiken waren meist ablehnend, und das Stück verschwand nach wenigen Vorstellungen wieder von der Bühne. Pläne, die Show außerhalb Londons erneut zu starten, zerschlugen sich. Barrys erfolgreichstes Musical blieb somit Billy, das er 1974 mit Don Black geschrieben hatte und dem Hauptdarsteller Michael Crawford zum Durchbruch als Musical-Star verhalf. Ansonsten war Barry mit seinen Theaterwerken weniger Erfolg beschieden als mit seiner Musik für Filme.
Im August/September 2006 erschien ein Album der australischen Sängerformation The Ten Tenors unter dem Titel Here’s to the Heroes. Darauf befinden sich unter anderem acht Lieder von Barry, die er in Zusammenarbeit mit dem Texter Don Black schrieb. Die Melodie für das Titellied entstammte dem Der mit dem Wolf tanzt-Soundtrack, wo sie unter „Farewell/the End“ veröffentlicht wurde. Er wirkte auf dem Album auch als ausführender Produzent mit. Ein Tributkonzert zu Ehren von Barrys Musik in der Royal Albert Hall vom 28. September 2006 füllte die Ränge nur zu etwa zwei Dritteln.
Am 16./17. November 2007 stand das 8. Festival International Musique & Cinéma D’Auxerre im Zeichen von Barrys Werk. In Auxerre wurde dem Komponisten der Ordre des Arts et des Lettres vom französischen Kulturminister verliehen. Im Rahmen des Festivals fanden auch ein Podiumsgespräch mit dem Komponisten sowie ein Konzert statt, an dem Barry jedoch nur kurz in Erscheinung trat; Hauptdirigent war Nicholas Dodd.
Sporadisch war Barry auch zu anderen Tributanlässen zu sehen; so etwa in Dublin am 20. Juni 2008, wo ihm zu Ehren ein Konzert mit seinen bekanntesten Werken gegeben wurde. Wegen Barrys gesundheitlicher Probleme war es ihm zuletzt nicht mehr möglich, persönlich an Ehrungen seines Lebenswerks in Wien (2009) und Gent (2010) teilzunehmen und dort die Auszeichnung entgegenzunehmen.
Das Lied Our Time Is Now schrieb Barry zusammen mit Don Black für Shirley Bassey im Jahr 2009 für ihr Album The Performance. Es sollte Barrys letzte Neukomposition sein, die noch zu seinen Lebzeiten auf CD veröffentlicht wurde.
In den letzten Lebensjahren verschlechterte sich John Barrys Gesundheit immer mehr. Er starb am 30. Januar 2011 in einem Spital in Glen Cove an den Folgen eines Herzanfalls.

### Auszeichnungen
Für seine Filmmusiken erhielt Barry neben vielen anderen Preisen fünf Oscars, zwei für Frei geboren – Königin der Wildnis (in den Kategorien Bestes Lied und Beste Filmmusik) und je einen für die Beste Filmmusik von Der Löwe im Winter, Jenseits von Afrika sowie Der mit dem Wolf tanzt. Er gewann vier Grammys. Außerdem war er dreimal für eine Goldene Himbeere nominiert und erhielt sie für die Schlechteste Filmmusik zu Legend of the Lone Ranger (1981) (für eine ausführliche Liste der Auszeichnungen siehe unten entsprechenden Weblink).

### Privates
John Barrys Mutter, Doris Prendergast (geborene Wilkinson), war Pianistin. Seinem Vater, Jack Xavier Prendergast (Übername: JX), gehörten acht Kinos im Norden Englands. Sein Bruder Patrick kam im Jahr 1923 zur Welt, seine Schwester June 1928.
1959 heirateten John Barry und Barbara Pickard, die Scheidung erfolgte 1963. Von 1965 bis 1968 war er mit Jane Birkin verheiratet, mit Jane Sidey von 1969 bis 1978. Seit dem 3. Januar 1978 war er mit Laurie Barry verheiratet. John Barry hatte vier Kinder: Susan (mit Barbara Pickard), Sian (mit Ulla Larsson), Kate Barry (1967–2013; mit Jane Birkin) und Jonpatrick (geb. 1994; mit Laurie Barry).

## Filmografie
| 1960 - Heiß auf nackten Steinen (Beat Girl) - Der Marder von London (Never Let Go) 1961 - What a Whopper! - Verpfiffen (A Matter of WHO) - Falling in Love - Girl on a Roof 1962 - The Betrayers - The Cool Mikado - Dateline - James Bond – 007 jagt Dr. No (Dr. No, 1. Film der James-Bond-Reihe, Barry besorgte das Arrangement des James-Bond-Themas, die Filmmusik schrieb Monty Norman) - The Amorous Prawn aka The Playgirl and the War Minister - Der Henker kann warten (Mix Me a Person) - Das indiskrete Zimmer (The ‘L’ Shaped Room) 1963 - It’s All Happening - James Bond 007 – Liebesgrüße aus Moskau (From Russia with Love, 2. Film der James-Bond-Reihe, Titelsong From Russia with Love geschrieben von Lionel Bart, gesungen von Matt Monro, Barry komponierte die orchestrale Filmmusik) - The Human Jungle - The Party’s Over - Elizabeth Taylor in London 1964 - An einem trüben Nachmittag (Seance on a Wet Afternoon) - Kollege stirbt gleich (A Jolly Bad Fellow) - Plädoyer für einen Mörder (Man in the Middle) - Der gewisse Kniff (The Knack...and How to Get It) - James Bond 007 – Goldfinger (Goldfinger, 3. Film der James-Bond-Reihe, Titelsong Goldfinger gesungen von Shirley Bassey) - Muloorina - Zulu 1965 - Ipcress – streng geheim (The Ipcress File) - Südlich vom Pangani-Fluß (Mister Moses) - Sie nannten ihn King (King Rat) - Be My Guest - Tod am Morgen (Four in the Morning) - James Bond 007 – Feuerball (Thunderball, 4. Film der James-Bond-Reihe, Titelsong Thunderball gesungen von Tom Jones) - Frei geboren – Königin der Wildnis (Born Free, je ein Oscar für Beste Filmmusik und Bestes Lied, letzteres zusammen mit Don Black) - Sophia Loren in Rome - One Man and His Bank - The Newcomers (Fernsehserie, Erkennungsmelodie Fancy Dance) - The Bride Whore Yolande 1966 - Letzte Grüße von Onkel Joe (The Wrong Box) - Ein Mann wird gejagt (The Chase) - Das Quiller-Memorandum – Gefahr aus dem Dunkel (The Quiller Memorandum) - Vendetta (Fernsehserie, Thema) 1967 - James Bond 007 – Man lebt nur zweimal (You Only Live Twice, 5. Film der James-Bond-Reihe, Titelsong You Only Live Twice gesungen von Nancy Sinatra) - Dutchman - Flüsternde Wände (The Whisperers) 1968 - Todesfalle (Deadfall) - Petulia - Brandung (Boom) - Der Löwe im Winter (The Lion in Winter, Oscar für Beste Filmmusik 1968) 1969 - James Bond 007 – Im Geheimdienst Ihrer Majestät (On Her Majesty’s Secret Service, 6. Film der James-Bond-Reihe, We Have All the Time in the World gesungen von Louis Armstrong) (UK: Silber) - Ein Hauch von Sinnlichkeit (The Appointment) - Asphalt-Cowboy (Midnight Cowboy) 1970 - Das vergessene Tal (The Last Valley) - Murphy’s War (Hauptthemen, zusätzliche Musik von Ken Thorne) - Monte Walsh - Der Traum vom Leben (Walkabout) 1971 - James Bond 007 – Diamantenfieber (Diamonds Are Forever, 7. Film der James-Bond-Reihe, Titelsong Diamonds Are Forever gesungen von Shirley Bassey) - Die 2 (The Persuaders!, Thema) - Ein liebenswerter Schatten (Follow Me!) - Maria Stuart, Königin von Schottland (Mary, Queen of Scots, nominiert für den Oscar als Beste Filmmusik 1972) - Der verkehrte Sherlock Holmes (They Might Be Giants) (Hauptthemen, zusätzliche Musik von Ken Thorne) 1972 - Alice im Wunderland (Alice’s Adventures In Wonderland, Musical) - Gene Bradley in geheimer Mission (The Adventurer, Thema) 1973 - Ein Puppenheim (A Doll’s House) - Orson Welles’ Great Mysteries (Fernsehserie, Thema) - Liebe in der Dämmerung (Love Among the Ruins, Fernsehfilm) - Die Glasmenagerie (The Glass Menagerie, Fernsehfilm) 1974 - Die Weltumsegelung (The Dove) - James Bond 007 – Der Mann mit dem goldenen Colt (The Man with the Golden Gun, 9. Film der James-Bond-Reihe, Titelsong The Man with the Golden Gun gesungen von Lulu) - Die Frucht des Tropenbaumes (The Tamarind Seed) | 1975 - Der Tag der Heuschrecke (Day of the Locust) 1976 - Robin und Marian (Robin and Marian) - King Kong - Die Tiefe (The Deep) - Eleanor and Franklin (Fernseh-Miniserie) 1977 - Der weiße Büffel (The White Buffalo) - First Love - Der Clan (The Betsy) - Eleanor and Franklin: The White House Years (Fernseh-Miniserie) - The War Between the Tates (Fernsehfilm) - The Gathering (Fernsehfilm) - Der vergessene Kennedy (Young Joe, the Forgotten Kennedy, Fernsehfilm) 1978 - Bruce Lee – Mein letzter Kampf (Game of Death) - Star Crash – Sterne im Duell (Starcrash) - Das Korn ist grün (The Corn Is Green, Fernsehfilm) - Going Home Again - St. Joan 1979 - Das tödliche Dreieck (Hanover Street) - James Bond 007 – Moonraker – Streng geheim (Moonraker, 11. Film der James-Bond-Reihe, Titelsong Moonraker gesungen von Shirley Bassey) - Das schwarze Loch (The Black Hole) - Night Games - Willa (Fernsehfilm) 1980 - Touched by Love - Ein tödlicher Traum (Somewhere in Time) - Hebt die Titanic (Raise the Titanic) - Max’s Bar (Inside Moves) 1981 - Die Legende vom einsamen Ranger (The Legend of the Lone Ranger) - Heißblütig – Kaltblütig auch Eine heißkalte Frau (Body Heat) - Starkstrom (Bells aka Murder by Phone) 1982 - Hammett - Frances - Svengali (Fernsehfilm) 1983 - Höllenjagd bis ans Ende der Welt (High Road to China) - The Golden Seal (Hauptthemen, zusätzliche Musik von Dana Kaproff) - James Bond 007 – Octopussy (Octopussy, 13. Film der James-Bond-Reihe, Titelsong All Time High gesungen von Rita Coolidge) - Mike’s Murder 1984 - Liebe ohne Ausweg (Until September) - The Cotton Club 1985 - James Bond 007 – Im Angesicht des Todes (A View to a Kill, 14. Film der James-Bond-Reihe, Titelsong A View to a Kill gesungen von Duran Duran) - Das Messer (Jagged Edge) - Jenseits von Afrika (Out of Africa, Oscar für Beste Filmmusik 1986) 1986 - Allein mit dem Mörder (My Sister’s Keeper aka A Killing Affair) - Peggy Sue hat geheiratet (Peggy Sue Got Married) - Howard – Ein tierischer Held (Howard the Duck) - Auf der Suche nach dem goldenen Kind (The Golden Child, Ko-Komponist: Michel Colombier) 1987 - James Bond 007 – Der Hauch des Todes (The Living Daylights, 15. Film der James-Bond-Reihe, Titelsong The Living Daylights gesungen von A-ha) - Hearts of Fire 1988 - U.S.A. Today (Fernsehnachrichtenshow) - Masquerade – Ein tödliches Spiel (Masquerade) 1990 - Der mit dem Wolf tanzt (Dances With Wolves, Oscar für Beste Filmmusik 1991) 1992 - Chaplin (nominiert für den Oscar als Beste Filmmusik 1992) 1993 - Ruby Cairo - Ein unmoralisches Angebot (Indecent Proposal, ausgezeichnet mit dem BMI Film Music Award 1993) - Mein Leben für dich (My Life) 1994 - The Specialist (ausgezeichnet mit dem BMI Film Music Award 1994) 1995 - Der scharlachrote Buchstabe (The Scarlet Letter) - New York 3-D (Across the Sea of Time) - Cry, the Beloved Country 1997 - Amy Foster – Im Meer der Gefühle (Swept from the Sea) 1998 - Das Mercury Puzzle (Mercury Rising) - Leben und lieben in L.A. (Playing by Heart) 2001 - Enigma – Das Geheimnis (Enigma) |

### Gescheiterte Filmmusikprojekte (Auswahl)
Es handelt sich hier um Filme, für die Barry Musik komponierte, die aber abgelehnt wurde. Teils waren es nur Einzelthemen zu Demonstrationszwecken, teils aber auch vollständig eingespielte Partituren. Die betroffenen Personen geben in der Regel nur ungern Auskunft darüber, wie es zu solchen Ablehnungen gekommen ist.
| - Sinful Davey (1968), Ersatzkomponist: Ken Thorne - First Love (1977), nur Teile von Barrys Musik blieben im Film - Clash of the Titans (1981), Ersatzkomponist: Laurence Rosenthal - Once Bitten (1985), Barry schrieb Demostücke, die abgelehnt wurden; Ersatzkomponist: John Du Prez - The Prince of Tides (1991), Ersatzkomponist: James Newton Howard - Year of the Comet (1992), Ersatzkomponist: Hummie Mann | - The Horse Whisperer (1998), Ersatzkomponist: Thomas Newman - Ever After (1998), Barry schrieb ein Demostück, das abgelehnt wurde; Ersatzkomponist: George Fenton - The End of the Affair (1999), Barry schrieb ein Demostück, das abgelehnt wurde; Ersatzkomponist: Michael Nyman - Goodbye Lover (1999), Ersatzkomponist: John Ottman - The Incredibles (2004), Ersatzkomponist: Michael Giacchino |

## Musicals
- 1965: Passion Flower Hotel
- 1971: Lolita My Love
- 1974: Billy
- 1981: The Little Prince and the Aviator (das Projekt wurde wegen finanzieller Probleme nur Tage vor der Premiere abgebrochen)
- 2004: Brighton Rock

## Konzeptalben (Auswahl)
- 1961: Stringbeat
- 1975: Americans
- 1988: The Beyondness of Things (enthält einige Stücke aus Barrys abgelehnter Filmmusik zu The Horse Whisperer)
- 2001: Eternal Echoes (enthält ein Stück aus der abgelehnten Filmmusik zu Goodbye Lover)
- 2006: Here’s to the Heroes (Barry steuerte zusammen mit Don Black drei neue Songs bei und wirkte mit als ausführender Produzent, die künstlerische Gestaltung, die Adaption und die Arrangements der Stücke besorgten die 10 Tenöre, der Dirigent Nicholas Dodd sowie der damalige Produzent der Gruppe, Simon Franglen)

## Diskografie (Auswahl)
Aufgelistet sind einzig offizielle CD-Ausgaben unter Nennung der jeweils besten, d. h. vollständigsten Edition. Neueinspielungen werden berücksichtigt, sofern die Originalaufnahmen nicht oder unvollständig greifbar sind.

### Soundtracks
- Billy (Columbia 472818 2 – Musical)
- Body Heat (Soundtrack Collector’s Special Edition SCSE CD-1)
- Born Free (Film Score Monthly FSMCD Vol. 7, No. 10)
- The Chase (Columbia/Legacy 515133 2)
- Dances with Wolves (Epic/Legacy EK 63555) (US: Platin; UK: Silber)[9]
- Deadfall (Retrograde/FSM Records FSM 80124-2)
- The Deep (Intrada Special Collection Volume 143 – Doppel-CD)
- Diamonds Are Forever (Capitol/EMI Records 72435-41420-2-4)
- Frances (Label X LXSACD 1001)
- From Russia with Love (Capitol/EMI Records 72435-80588-2-6)
- Goldfinger (Capitol/EMI Records 72435-80891-2-7)
- Hanover Street (Varèse Sarabande CD Club VCL 0309 1090)
- High Road to China (BSX Records BSXCD 8864)
- The Ipcress File (Silva Screen FILMCD 605)
- The Knack... and How to Get It (Rykodisc RCD 10718)
- The Last Valley (Intrada Special Collection Volume 46)
- The Lion in Winter (Columbia/Legacy 502388 2)
- The Living Daylights (Rykodisc RCD 10725)
- Mary Queen of Scots (Intrada Special Collection Volume 59)
- Midnight Cowboy (EMI Manhattan DP 7484092) (US: Gold)
- On Her Majesty’s Secret Service (Capitol/EMI Records 72435-41419-2-8)
- Out of Africa (MCA Records MCLD 19092) – UK-Edition mit zusätzlichem Lied The Music of Goodbye (Love Theme from “Out of Africa”) (US: Gold)
- Petulia (Film Score Monthly FSMCD Vol. 8, No. 20)
- Playing by Heart (Decca 466 275-2)
- Raise The Titanic (Silva Screen Records FILMCD 319 – Neueinspielung der Filmmusik)
- Robin and Marian Prometheus Records PCR 522
- Somewhere in Time (MCA Records MCAD-10954 – 24 Karat Gold Disc) (US: Platin)
- Thunderball (Capitol/EMI Records 72435-80589-2-5)
- Until September (Intrada Special Collection Volume 90)
- Walkabout (Silva Screen FILMCD 339 – Neueinspielung der Filmmusik zusätzlich mit weiteren Themen)
- You Only Live Twice (Capitol/EMI Records 72435-41418-2-9)
- Zulu (Silva Screen FILMCD 022)

### Konzeptalben
- Americans (Universal France 531 340 5)
- The Beyondness of Things (London Classics 460 009-2) (UK: Gold)
- Eternal Echoes (Decca Records 466 765-2)
- Stringbeat (Play It Again PLAY 001 – gekoppelt mit dem Soundtrack von Beat Girl)

### Anthologien
- The Collection: 40 Years of Film Music (Silva Screen FILMXCD 349 – 4-CD-Set mit Neueinspielungen zahlreicher Soundtrack-Suiten)
- The Hits & The Misses (Play It Again PLAY 007 – Doppel-CD mit frühen Barry-Werken)
- John Barry Revisited (Fantastic Voyage FVQD034 – 4-CD-Set mit frühen Barry-Werken)
- Themependium (Sony/BMG 88697079502 – 4-CD-Set, vorwiegend von Barry selbst dirigierte Originalaufnahmen, neben bekannten Werken wurden einige Stücke hier erstmals auf CD veröffentlicht)
- Zulu (Silva Screen FILMXCD 305 – Doppel-CD mit der Neueinspielung des kompletten gleichnamigen Soundtracks ergänzt mit Suiten zu weiteren von Barry vertonten Filmen)
- The Best of – Themeology (UK: Gold)

### Bücher
- Eddi Fiegel: John Barry. A Sixties Theme. From James Bond to Midnight Cowboy. Constable, London 1998, ISBN 0-09-478530-9 (englisch, die Autorin untersucht vorab Leben und Werk von Barry in den Jahren 1958 bis 1969)
- Geoff Leonard, Pete Walker und Gareth Bramley: John Barry. A Life in Music. Bristol 1998 (englisch), ISBN 1-900178-86-9
- Geoff Leonard, Pete Walker und Gareth Bramley: John Barry. The Man with the Midas Touch. Bristol 2008, ISBN 978-1-904537-77-9 (englisch, aktualisierte und stark erweiterte Neuauflage von John Barry. A Life in Music)
- Foreign Composers. In: William Darby und Jack Du Bois: American Film Music. Major Composers, Techniques, Trends, 1915–1990. McFarland, Jefferson 1990, ISBN 0-7864-0753-0, S. 390–392 (englisch, kurze überblicksartige Betrachtungen mit Notenbeispielen von Barrys Filmmusik im Rahmen dieses Kapitels, das den Nicht-US-Amerikanern gewidmet ist, die in Hollywood Filmmusik schufen)
- Barry, Black and “Born Free”. In: James Inverne: Wrestling with Elephants. The Authorised Biography of Don Black. Foreword by John Barry. Sanctuary, London 2003, ISBN 1-86074-468-0, S. 42–53 (englisch, das Buch enthält zudem verstreut in weiteren Kapiteln bemerkenswerte Informationen zur Person von John Barry)
- Siegfried Tesche: Mr. Kiss Kiss Bang Bang. Die Geschichte der James-Bond-Filmmusiken. Schott, Mainz, 2006, ISBN 978-3-7957-0567-1 (Darstellungsversuch der James-Bond-Musikgeschichte unter Berücksichtigung von Barrys Wirken; die Publikation ist nicht frei von sachlichen Ungenauigkeiten und daher mit gewisser Vorsicht zu genießen)

### Artikel in Periodika
- Wolfgang Beyer: An Interview with John Barry. In: Soundtrack! Vol. 7 (1988) Nr. 25. S. 28–31. (englisch)
- [Jon] Burlingame: John Barry and “U. S. A. Today”. In: Soundtrack! Vol. 8. (1989) Nr. 32. S. 13. (englisch)
- Daniël Mangodt: John Barry. [Interview.] In: Soundtrack! Vol. 15 (1996) Nr. 58. S. 21–23. (englisch)
- Daniel Schweiger: “First the Violins, then the Handkerchiefs.” Composer John Barry Is “Swept from the Sea”, and Back in His Romantic Element. In: Soundtrack! Vol. 17 (1998) Nr. 65. S. 4–8. (englisch)
- Ford. A Thaxton und Randall D. Larson: The Enigma of John Barry. In: Soundtrack! Vol. 20 (2001) Nr. 79. S. 44–46. (englisch)
- Stephen Woolston: Preserving the Legacy of John Barry. In: Soundtrack! Vol. 19 (2000) Nr. 76. S. 12–15. (englisch)
- Don Black: Bond Viveur: 007 Composer John Barry’s Huge Appetite for Love, Lunches and Glorious Music. In: Daily Mail, 1. Februar 2011 (englisch)
- Billion-Dollar Composer: John Barry. In: Variety, 31. Oktober 2008 (englisch), unterteilt in folgende Kapitel und teilweise nur für Abonnenten zugänglich:
  - Jon Burlingame: Composer with the Midas Touch. John Barry’s Five Oscars Reflect His Elegant Simplicity. (englisch)
  - Jon Burlingame: John Barry Invented the Spy Movie Score. Unique Arrangements Ushered in a New Genre of Films. (englisch)
  - Jon Burlingame: Collaborators Reflect on John Barry. Composer’s Scores Continue to Move Filmmakers. (englisch)
  - Jon Burlingame: John Barry Reflects on 10 of His Scores. ‘Goldfinger’ ‘Midnight Cowboy’ Music Reconsidered. (englisch)
  - David Mermelstein: Barry Succeeds in Theater and TV. More Obscure Works Attest to Composer’s Ambition. (englisch)
- John Exshaw: All Time High: Barry Strikes Dublin Like Thunderball. In: Cinema Retro, 24. Juni 2008 (englisch)
- Bruce Handy: The Man Who Knew the Score. In: Vanity Fair, 8. Januar 2009 (englisch)

### Allgemeines
- John Barry bei IMDb
- John Barry: The Man with the Midas Touch (englisch, inoffizielle John-Barry-Webseite mit teils starkem Fan-Charakter, meist auf dem neuesten Stand)
- Music Composed, Arranged & Conducted by John Barry (englisch, zusammengestellt und redigiert von James Ollinger, nicht mehr auf dem neusten Stand)
- Liste der Auszeichnungen (englisch, aus John Barry: A Life in Music)
- John Barry in der Songwriters’ Hall of Fame (englisch)

### Rezensionen
- Rezensionen von cinemusic.de: Best of James Bond, Body Heat, Born Free (Talgorn/Varèse), Diamonds Are Forever (expanded), Enigma, Eternal Echoes, From Russia with Love, Goldfinger, High Road to China, James Bond: Back in Action, Moonraker, Octopussy, On Her Majesty’s Secret Service (expanded), Out of Africa, Raise the Titanic, Robin and Marian, Somewhere in Time, The Ipcress File, The Beyondness of Things, The James Bond Collection, The Last Valley, The Lion in Winter, The Living Daylights, The Man with the Golden Gun, Thunderball (expanded), You Only Live Twice (expanded), Zulu

### James Bond
- Monty Norman v. The Sunday Times: The “James Bond Theme” Lawsuit. (englisch, detailreiche Schilderung des Prozesses von Monty Norman gegen die Sunday Times im Jahr 2001)
- Monty Norman (Informationen zu Normans Lied Bad Sign, Good Sign, welches als Vorlage für das James-Bond-Thema gilt, finden sich in diesem Artikel, insbesondere im Absatz Completing The Circle)
- John Barry On The Bond Theme. 9. September 2006 (englisch, Artikel zum Thema James Bond).

### Weitere
- Film Somewhere in Time (englisch)
- John Barrys Musicals: Eine Zusammenfassung (englisch, aus John Barry: A Life in Music)
- Brighton Rock (englisch, aus John Barry: A Life in Music)
- Filmnotgraphy (englisch, aus John Barry: A Life in Music) Titel oder Filme von John Barry, für die er die Musik hätte komponieren sollen, die aber nicht realisiert wurden bzw. deren Musik abgelehnt und ersetzt wurden. Bei einigen der erwähnten Titel fehlen eindeutige Belege, dass Barry tatsächlich involviert war.
- Schillinger Society (englisch)